# Джокоети
Джокоети (груз. ჯოყოეთი) — село в Грузии, на территории Чиатурского муниципалитета края (мхаре) Имеретия.

## География
Село находится на западе центральной части Грузии, в долине реки Кацхура, на расстоянии приблизительно 5 километров (по прямой) к юго-западу от города Чиатура, административного центра муниципалитета. Абсолютная высота — 563 метра над уровнем моря.

## Население
По результатам официальной переписи населения 2014 года, в Джокоети проживало 84 человека (47 мужчин и 37 женщин). В национальной структуре населения грузины составляли 98,8 %, украинцы — 1,2 %.
| Год  | Население, человек |
| ---- | ------------------ |
| 2002 | 191                |
| 2014 | ↘ 84               |